# Samuel Lawrence (Politiker, 1773)
Samuel Lawrence (* 23. Mai 1773 in Newtown, Provinz New York; † 20. Oktober 1837 bei Cayutaville, New York) war ein US-amerikanischer Jurist und Politiker. Zwischen 1823 und 1825 vertrat er den Bundesstaat New York im US-Repräsentantenhaus. Der Kongressabgeordnete William T. Lawrence war sein Bruder.

## Werdegang
Samuel Lawrence wurde ungefähr zwei Jahre vor dem Ausbruch des Unabhängigkeitskrieges im Queens County geboren. Er besuchte Gemeinschaftsschulen. Dann studierte er Jura. Nach dem Erhalt seiner Zulassung als Anwalt 1794 begann er in New York City zu praktizieren. Er war Clerk vom Attorney General von New York. Man ernannte ihn dann zum Richter am Marine Court of New York City (später City Court). Er saß 1808 in der New York State Assembly. Am 19. Februar 1811 wurde er County Clerk im New York County – eine Stellung, die er bis zum 21. Februar 1812 innehatte. Lawrence zog 1814 an den Cayuta Lake im Township von Cayuga im Chemung County (damals noch Schuyler County). Er saß 1817, 1818, 1820 und 1821 wieder in der New York State Assembly.
Als Folge einer Zersplitterung der Demokratisch-Republikanischen Partei vor und während der Präsidentschaft von John Quincy Adams (1825–1829) schloss er sich der Adams-Clay-Fraktion an. Bei den Kongresswahlen des Jahres 1822 für den 18. Kongress wurde Lawrence im 25. Wahlbezirk von New York in das US-Repräsentantenhaus in Washington, D.C. gewählt, wo er am 4. März 1823 als erster Vertreter des 25. Distrikts von New York im US-Repräsentantenhaus seinen Dienst antrat. Er schied nach dem 3. März 1825 aus dem Kongress aus.
Lawrence verstarb am 20. Oktober 1837 am Cayuta Lake bei Cayutaville und wurde dann dort auf dem Familienfriedhof beigesetzt.